# Pedro Ludovico
Setor Pedro Ludovico é um dos bairros mais antigos de Goiânia, capital de Goiás. Fundado após a divisão da fazenda Macambira, o objetivo de tal era abrigar pessoas de outras regiões do Brasil que não tinham poder aquisitivo para morar no Centro ou no Setor Campinas. Não tinha infraestrutura. Sua área abrigava a área atual incluindo o Setor Marista, que foi desmembrado posteriormente. Conhecido como Macambira, recebeu o nome de Pedro Ludovico em homenagem ao fundador de Goiânia, Pedro Ludovico Teixeira.
A partir da década de 1960, o bairro recebeu saneamento, infraestrutura e se desenvolveu. Segundo dados do censo do IBGE em 2010, é o quinto mais populoso do município, contando uma aglomeração de cerca de vinte e quatro mil pessoas, sendo também um dos locais mais centrais e valorizados de Goiânia.